# 千日紅
千日紅（學名：Gomphrena globosa），又名圓仔花、百日红（广州）、火球花（北京）、紅繡球，原產於熱帶美洲各國內地，一般在春天播種繁殖。千日紅的花語是“永恆、不變的愛”。分布于美洲热带以及中国大陆的南北各省等地，目前已由人工引种栽培。

## 特征

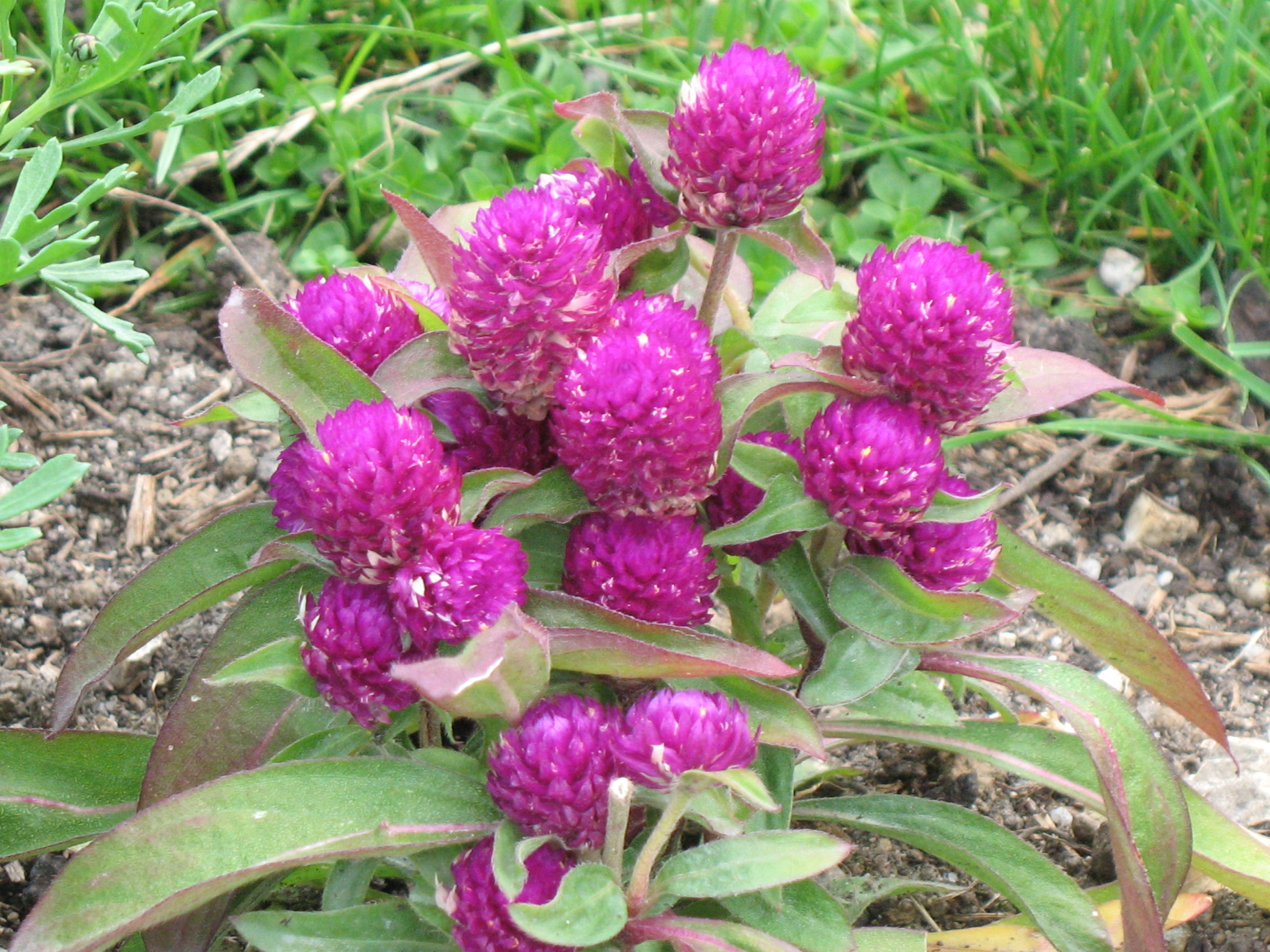

一年生草本，高20～60公分，全株密被白色長毛。有栽培有高性和矮性品種，莖直立，有分枝，近四稜形，具溝紋，節部膨大，帶紫紅色，密被白色柔毛。單葉對生，葉柄長約1公分，上端葉幾無柄；葉片長圓形至橢圓形，長5～10公分，寬2～4公分，先端鈍或尖，基部楔形，全緣，兩面被白色長柔毛和緣毛。
花期夏季，開紫紅色、白色或淡紅色花，頭狀花序球形或長圓形。其在臺灣的别称“圆仔花”即得名于其圆团状的花序。
千日紅屬陽生植物，日照需充足，日照不足时不易開花或疏少。

## 用途
可治支氣管哮喘，急、慢性支氣管炎之咳嗽、哮喘，百日咳，肺結核咯血，頭暈，視物模糊，痢疾，肝熱目痛，小便不利，瘰歷，瘡瘍，跌打損傷，以及小兒癲癇，腹脹，驚風，夜啼。

## 延伸阅读
[在维基数据编辑]
 《植物名實圖考·千日紅》，出自吳其濬《植物名實圖考》

## 外部連結
- 千日紅 Qianrihong（页面存档备份，存于） 藥用植物圖像數據庫 (香港浸會大學中醫藥學院) （繁體中文）（英文）